# Saison 2021 de l'équipe cycliste FDJ-Nouvelle Aquitaine-Futuroscope
La Saison 2021 de l'équipe FDJ-Nouvelle Aquitaine-Futuroscope est la seizième de la formation. L'effectif est quasiment identique, avec l'arrivée de la baroudeuse Marta Cavalli et l'arrêt de Shara Marche.
Cecilie Uttrup Ludwig démontre une grande régularité tout au long de la saison. Elle est ainsi neuf fois dans le top 10 de courses de l'UCI World tour avec notamment une troisième place sur le Trofeo Alfredo Binda-Comune di Cittiglio et la seconde place sur La course by Le Tour de France. Elle gagne également une étape du Tour de Burgos. Marta Cavalli progresse, elle est sixième du Tour des Flandres et du Tour d'Italie, ainsi que quatrième du Ceratizit Challenge by La Vuelta. Emilia Fahlin est sixième de Gand-Wevelgem. Évita Muzic devient championne de France sur route, est cinquième de la Classique de Saint-Sébastien et du Grand Prix de Plouay. Clara Copponi se classe deuxième du Women's Tour. Cecilie Uttrup Ludwig est neuvième du classement mondial et cinquième du World Tour. FDJ-Nouvelle Aquitaine-Futuroscope est respectivement est huitième et quatrième des classements par équipes de ces compétitions.

### Partenaires et matériel de l'équipe

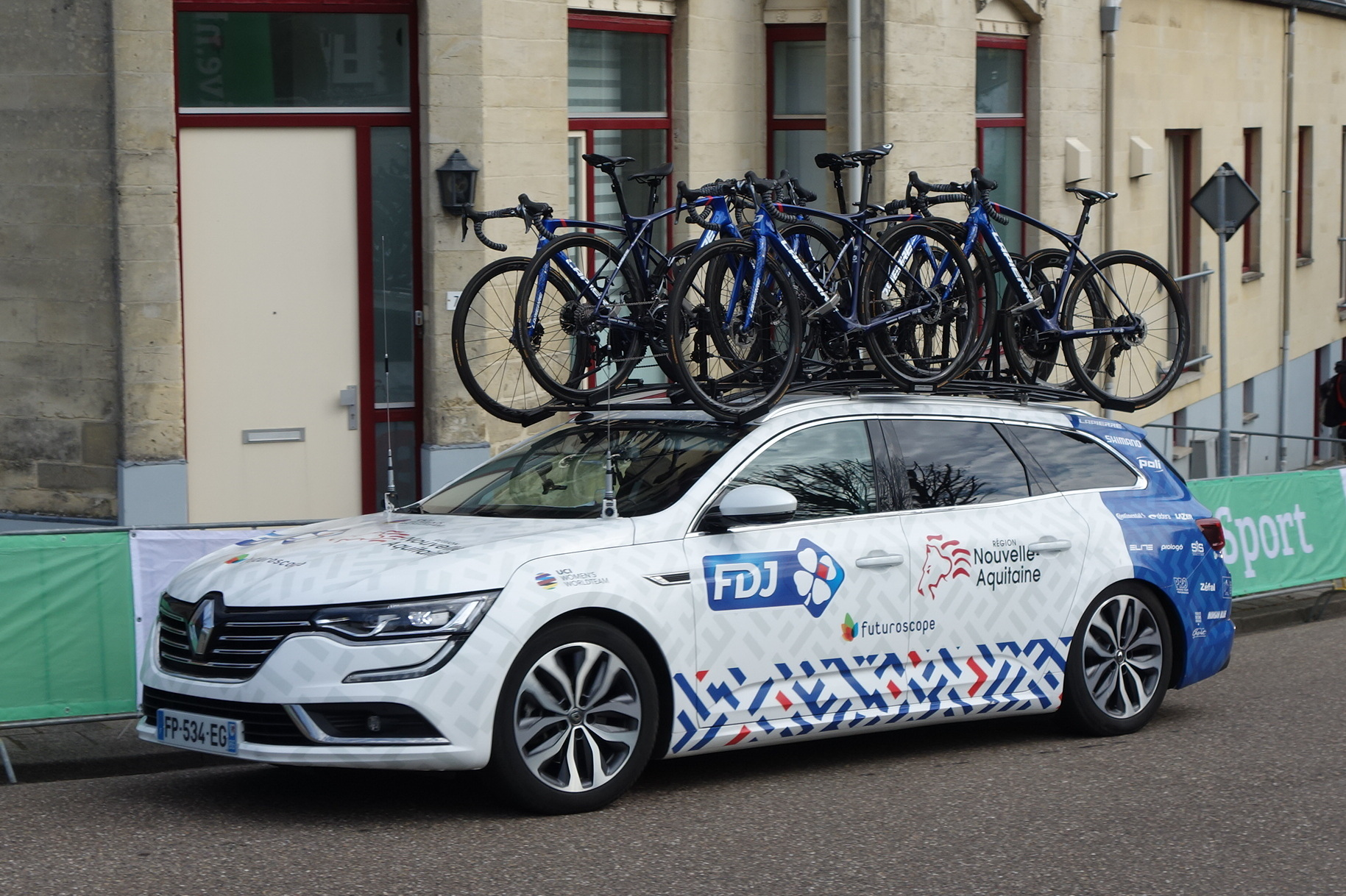
Voiture de l'équipe.

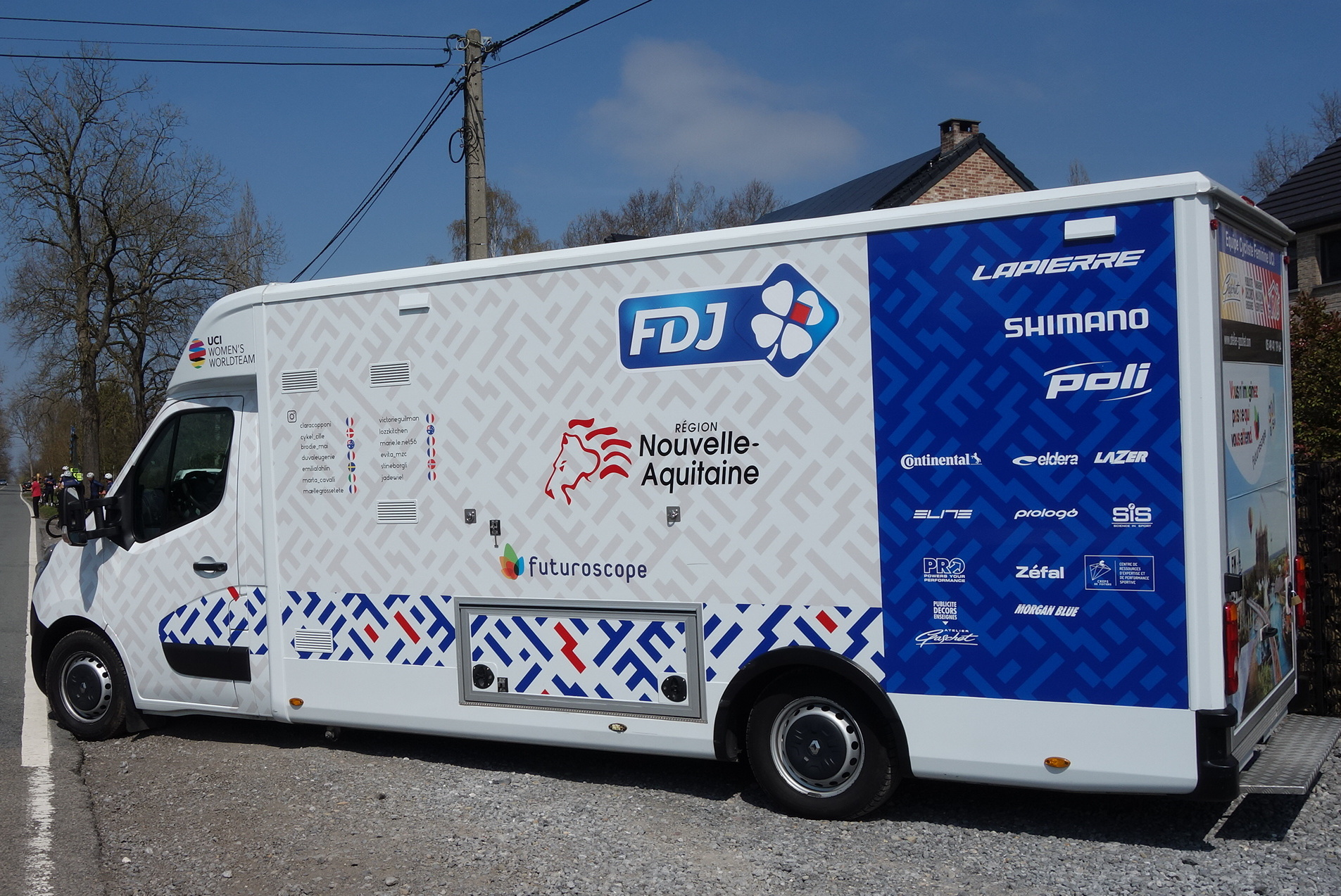
Autobus de l'équipe.

## Préparation de la saison

### Arrivées et départs
L'effectif est quasiment identique, avec l'arrivée de la baroudeuse Marta Cavalli et l'arrêt de Shara Marche.
| Arrivées      | Équipe 2020           |
| ------------- | --------------------- |
| Marta Cavalli | Valcar-Travel Service |

| Départs      | Équipe 2021 |
| ------------ | ----------- |
| Shara Marche | Arrêt       |

### Effectifs
| Effectif 2021            | Effectif 2021     | Effectif 2021 | Effectif 2021                    |
| Cycliste                 | Date de naissance | Pays          | Équipe précédente                |
| ------------------------ | ----------------- | ------------- | -------------------------------- |
| Stine Borgli             | 4 juillet 1990    | Norvège       | Keukens Redant (2019)            |
| Marta Cavalli            | 18 mars 1998      | Italie        | Valcar-Travel & Service (2020)   |
| Brodie Chapman           | 9 avril 1991      | Australie     | Tibco-Silicon Valley Bank (2019) |
| Clara Copponi            | 12 janvier 1999   | France        | Bio Frais (2019)                 |
| Eugénie Duval            | 3 mai 1993        | France        |                                  |
| Emilia Fahlin            | 24 octobre 1988   | Suède         | Wiggle High5 (2018)              |
| Maëlle Grossetête        | 10 avril 1998     | France        |                                  |
| Victorie Guilman         | 25 mars 1996      | France        | DN 17 Poitou-Charentes (2015)    |
| Lauren Kitchen           | 21 novembre 1990  | Australie     | WM3 (2017)                       |
| Marie Le Net             | 25 janvier 2000   | France        | Breizh Ladies (2018)             |
| Cecilie Uttrup Ludwig    | 23 août 1995      | Danemark      | Bigla (2019)                     |
| Évita Muzic              | 26 mai 1999       | France        | VC Morteau Montbenoit (2017)     |
| Jade Wiel                | 2 avril 2000      | France        | VC Morteau Montbenoit (2018)     |
|                          |                   |               |                                  |
| Source : ProCyclingStats |                   |               |                                  |

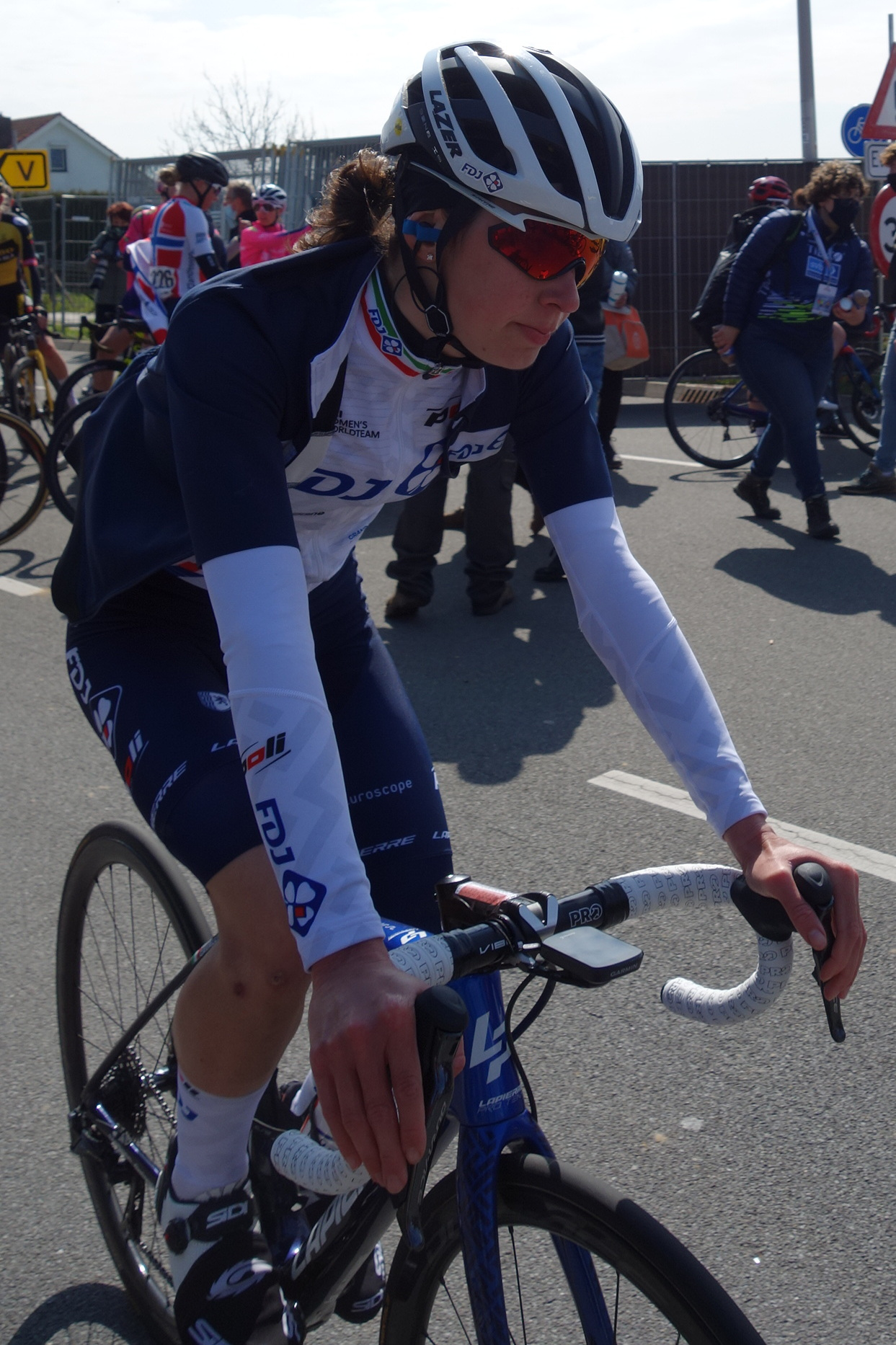
Marta Cavalli
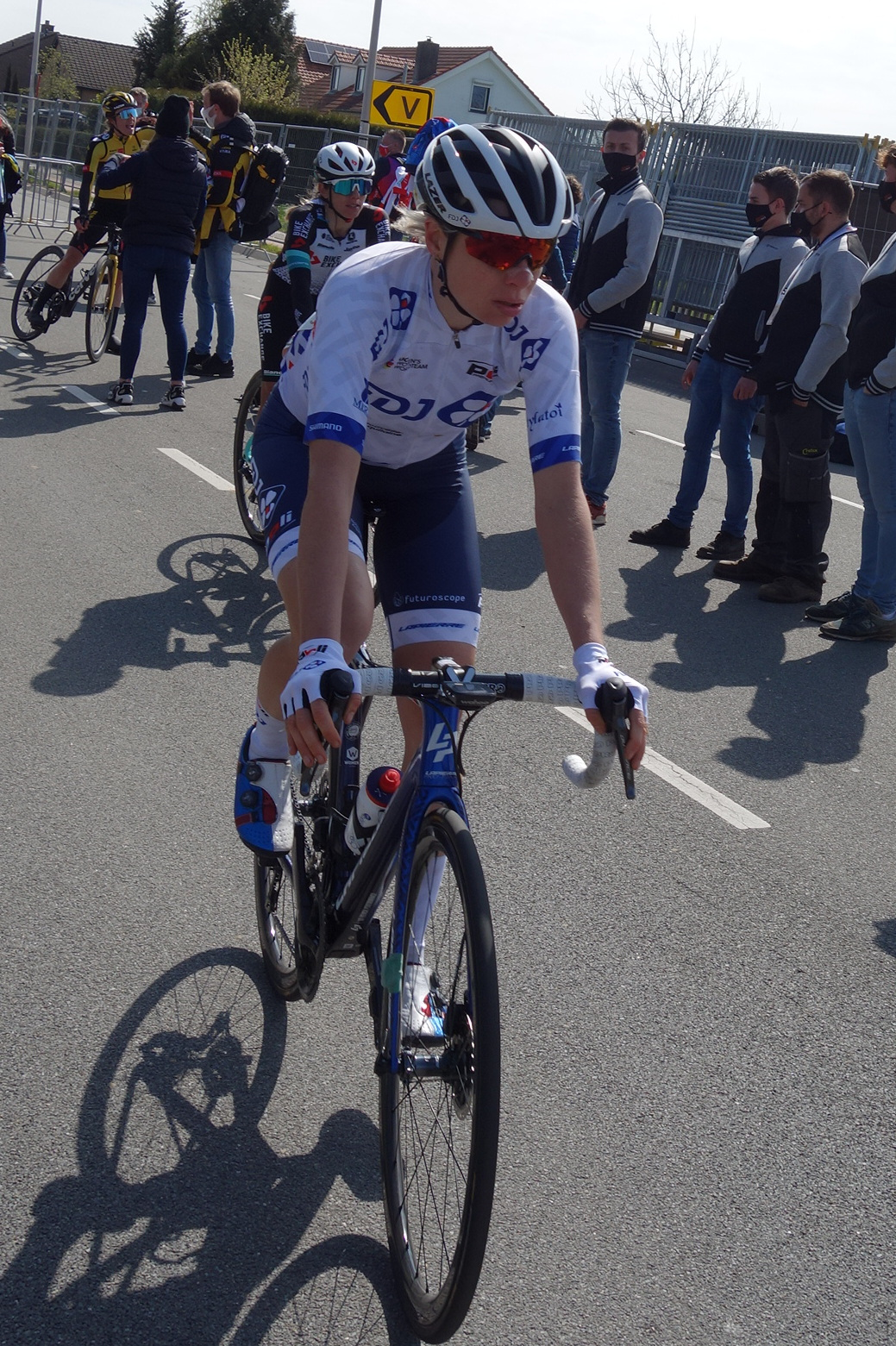
Brodie Chapman
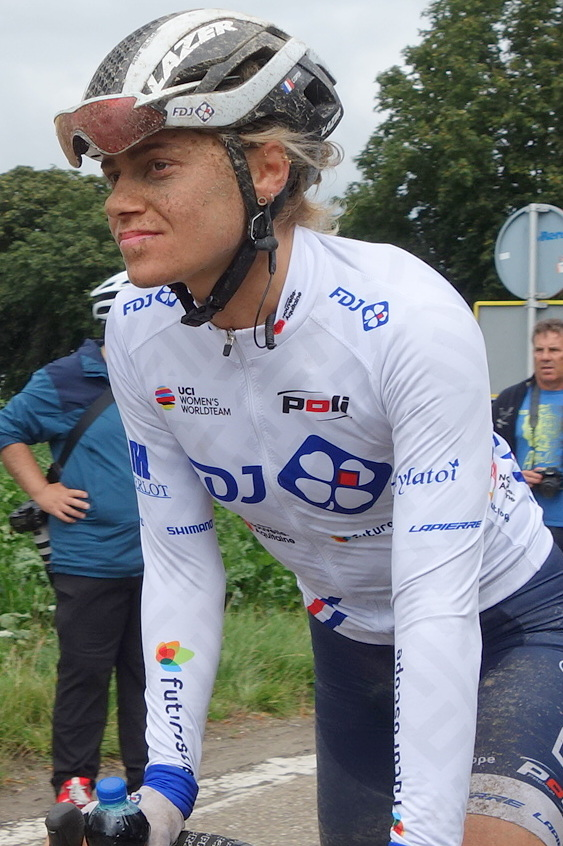
Clara Copponi
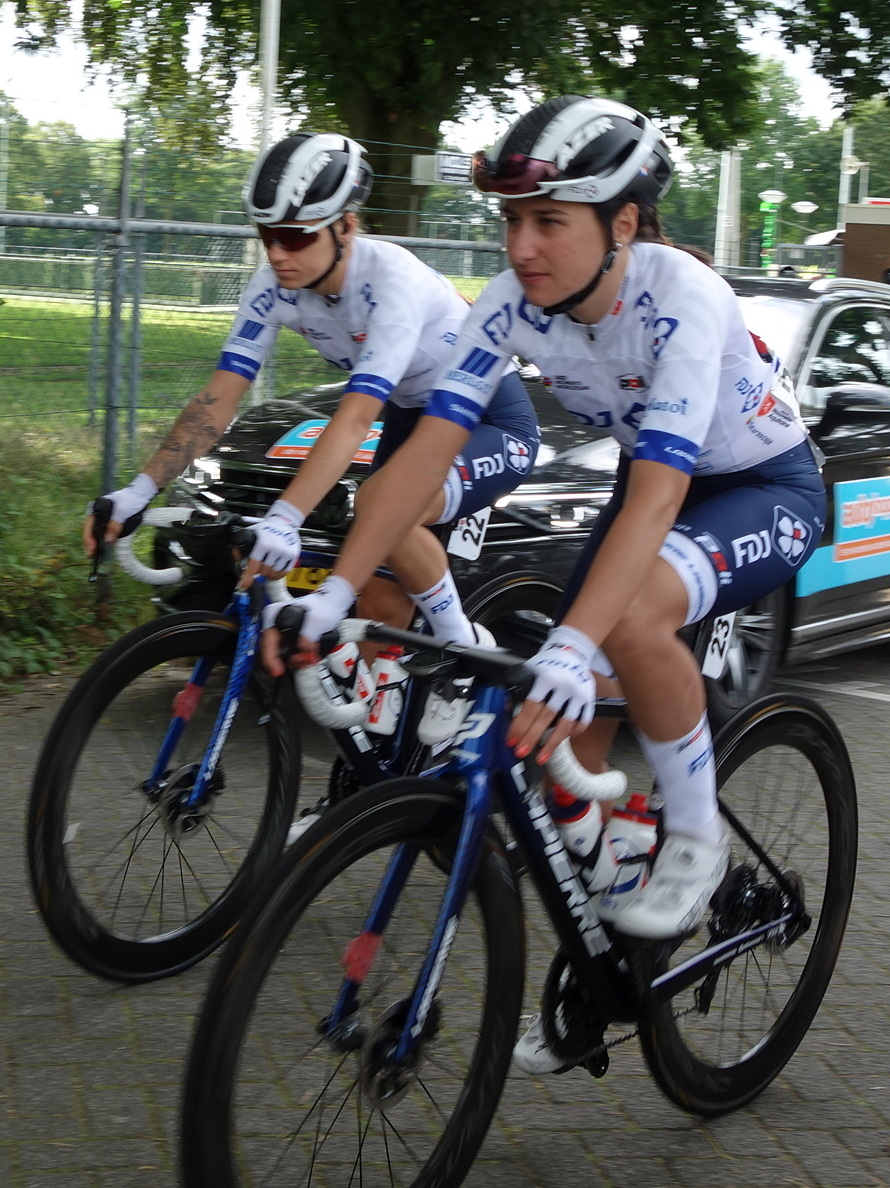
Eugénie Duval
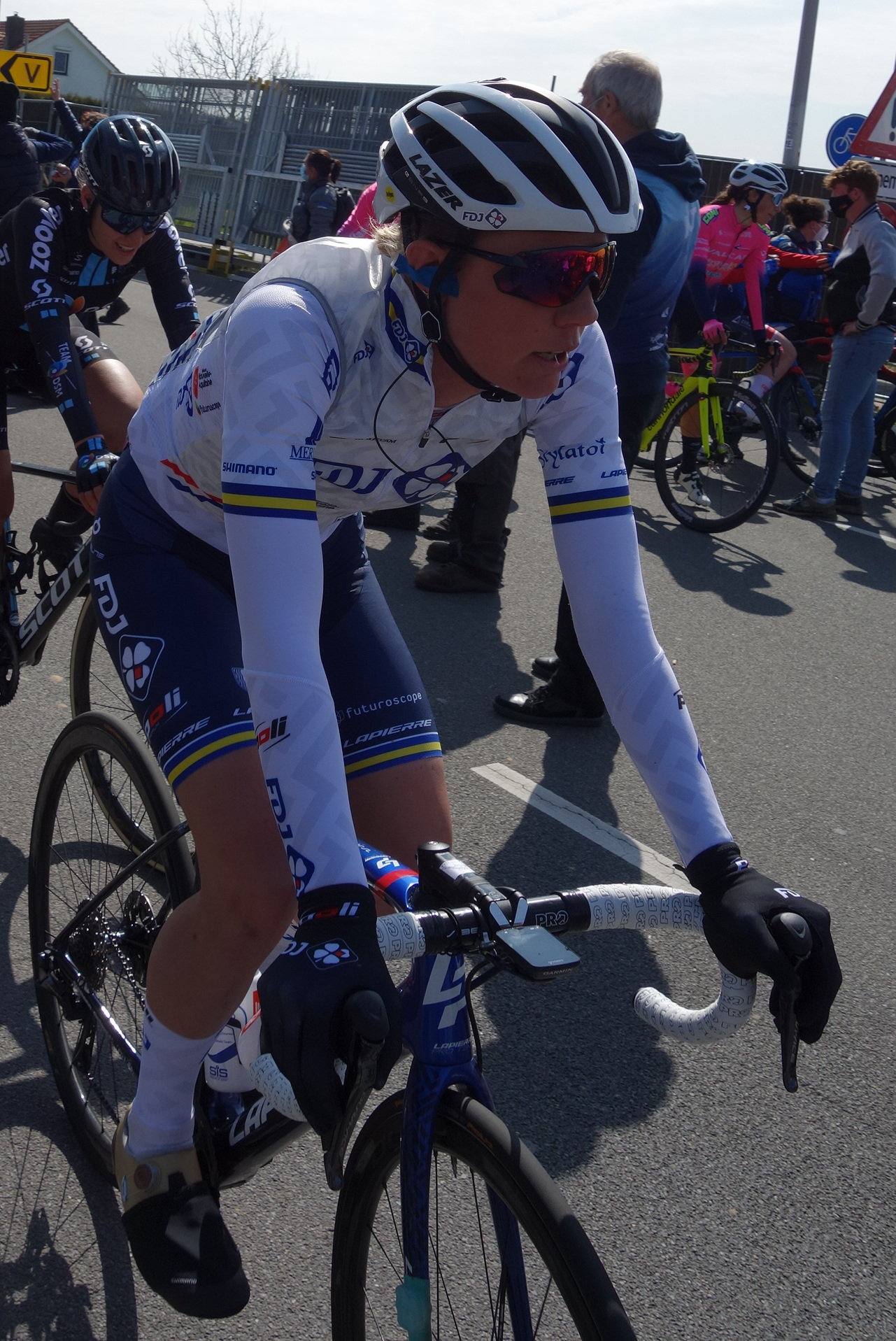
Emilia Fahlin
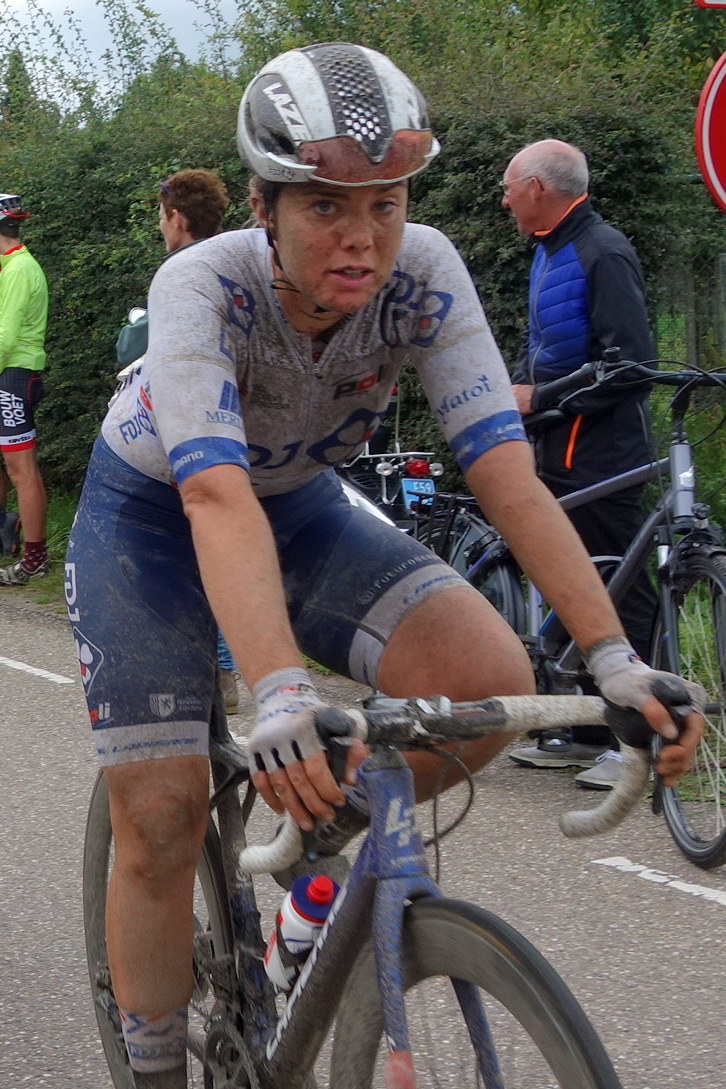
Maëlle Grossetête
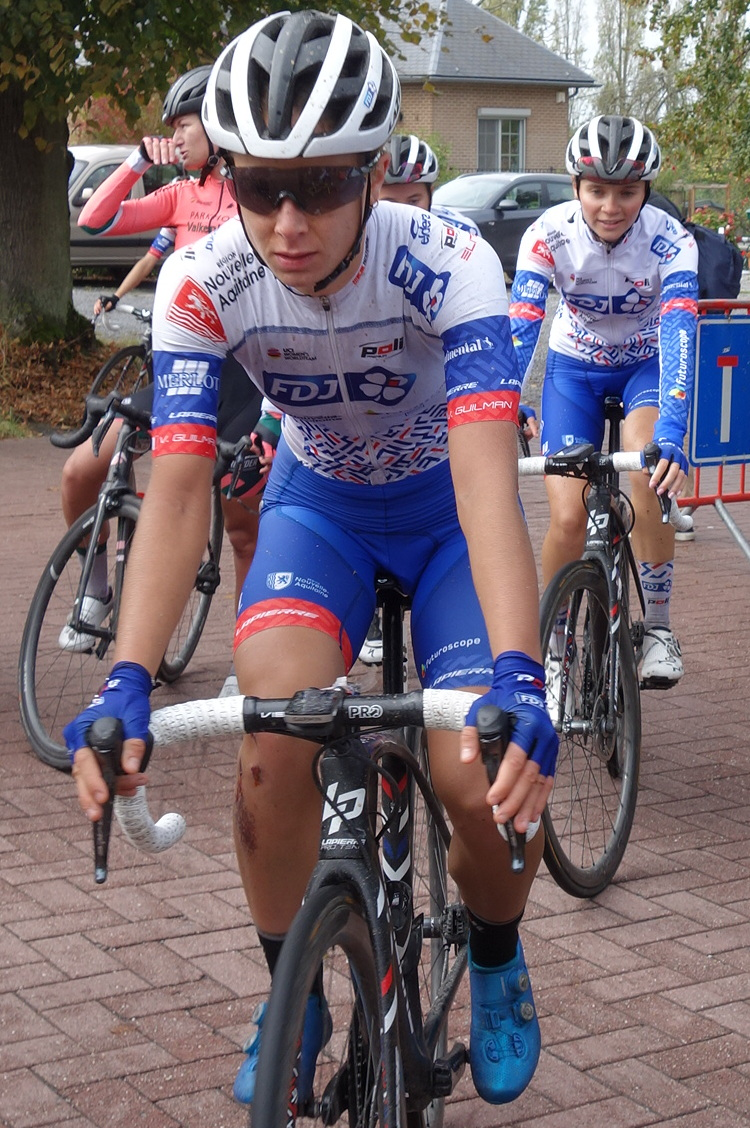
Victorie Guilman en 2020
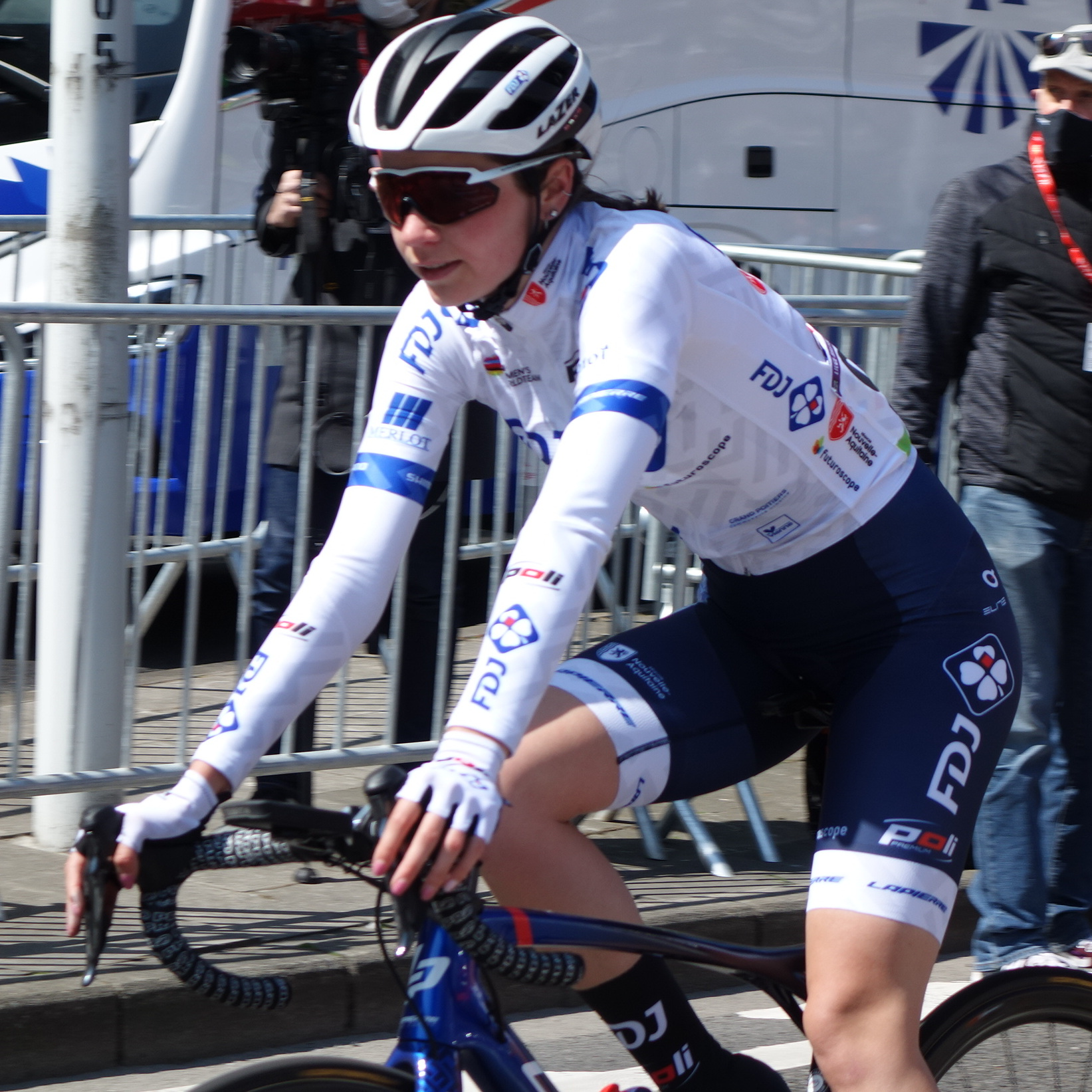
Évita Muzic
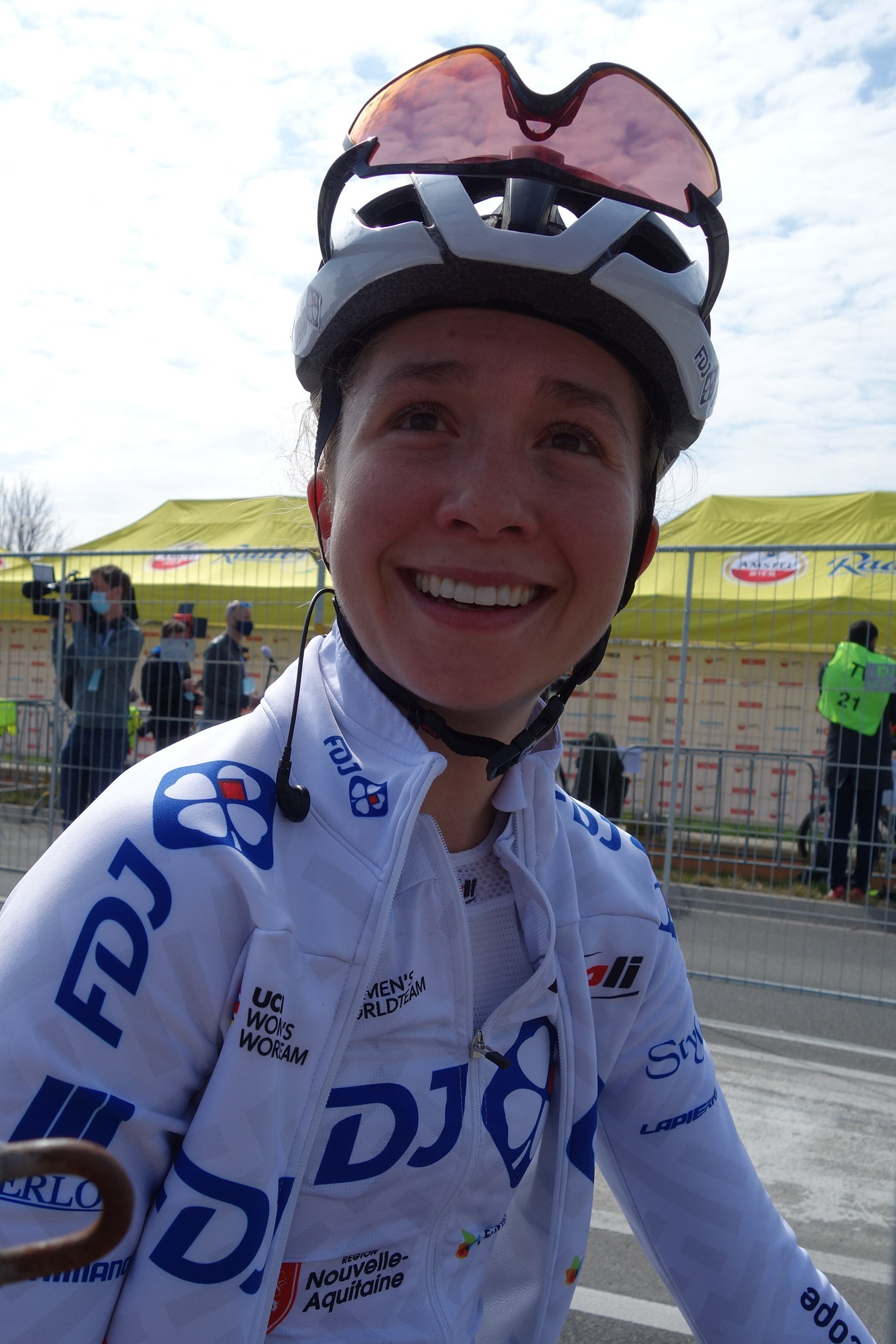
Cecilie Uttrup Ludwig
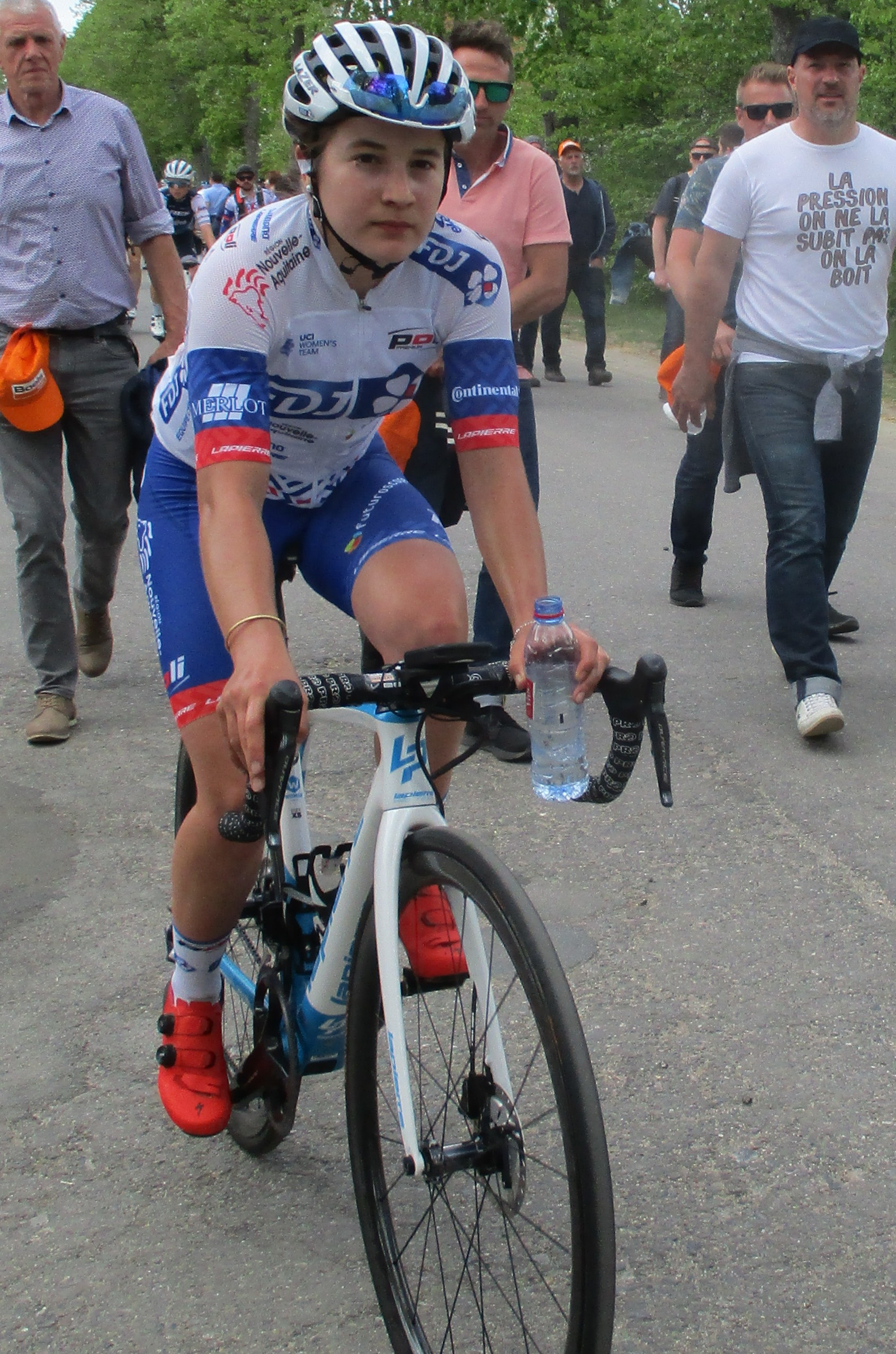
Jade Wiel en 2019

### Encadrement
Stephen Delcourt est le manager général de l'équipe. Cédric Barre est le directeur sportif. Il est assisté de Nicolas Maire.

## Déroulement de la saison

### Février
Au Circuit Het Nieuwsblad, juste après l'ascension du mur de Grammont, Demi Vollering est reprise par un groupe de favorites incluant Cecilie Uttrup Ludwig et Marta Cavalli. Bien que le groupe soit détaché, la mauvaise entente provoque un regroupement. Marta Cavalli prend la neuvième place.

### Mars

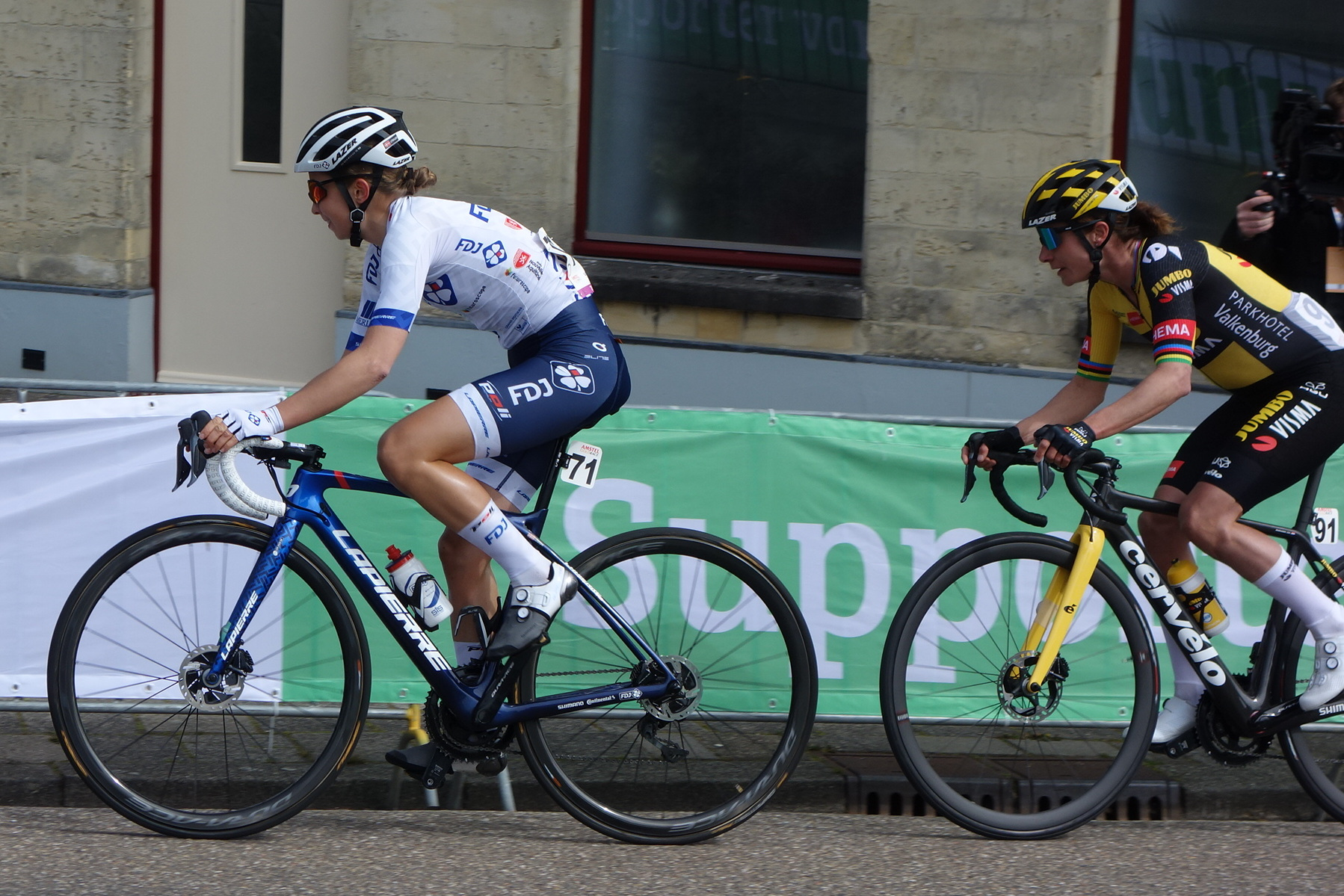
Cecilie Uttrup Ludwig durant l'Amstel Gold Race

Aux Strade Bianche, à une trentaine de kilomètres de l'arrivée, un groupe de huit coureuses dont se forme Brodie Chapman. Le groupe se morcelle dans le sixième secteur et Chapman est derrière. Peu après, le reste des favorites dont Marta Cavalli et Cecilie Uttrup Ludwig reviennent sur l'avant. Dans le final, Marta Cavalli attaque ensuite afin d'anticiper la montée finale. Dans celle-ci, les favorites se départagent pour la troisième place. Annemiek van Vleuten vient coiffer sur la ligne Cecilie Uttrup Ludwig qui s'est relevée trop rapidement pour la quatrième place.
Au Trofeo Alfredo Binda-Comune di Cittiglio, dans la côte d'Orino, Audrey Cordon-Ragot et Marta Cavalli font le bond vers le groupe de tête, mais l'avance reste faible et elles sont reprises avant le passage sur la ligne. Dans l'ascension suivante, Katarzyna Niewiadoma attaque. Ashleigh Moolman-Pasio, Elisa Longo Borghini et Cecilie Uttrup Ludwig la suivent. Longo Borghini accélère de nouveau, les autres ne peuvent suivre. Cecilie Uttrup Ludwig est troisième de la course derrière Marianne Vos.
À Gand-Wevelgem, l'ascension du Kemmel donne lieu à une accélération d'Elisa Longo Borghini et Katarzyna Niewiadoma . Elles sont talonnées par un groupe de cinq dont fait partie Marta Cavalli. Immédiatement après le sommet, Marianne Vos provoque la jonction avec le duo d'échappée. Au sprint, Emilia Fahlin prend la sixième place.
Sur À travers les Flandres, Stine Borgli se classe dixième.

### Avril

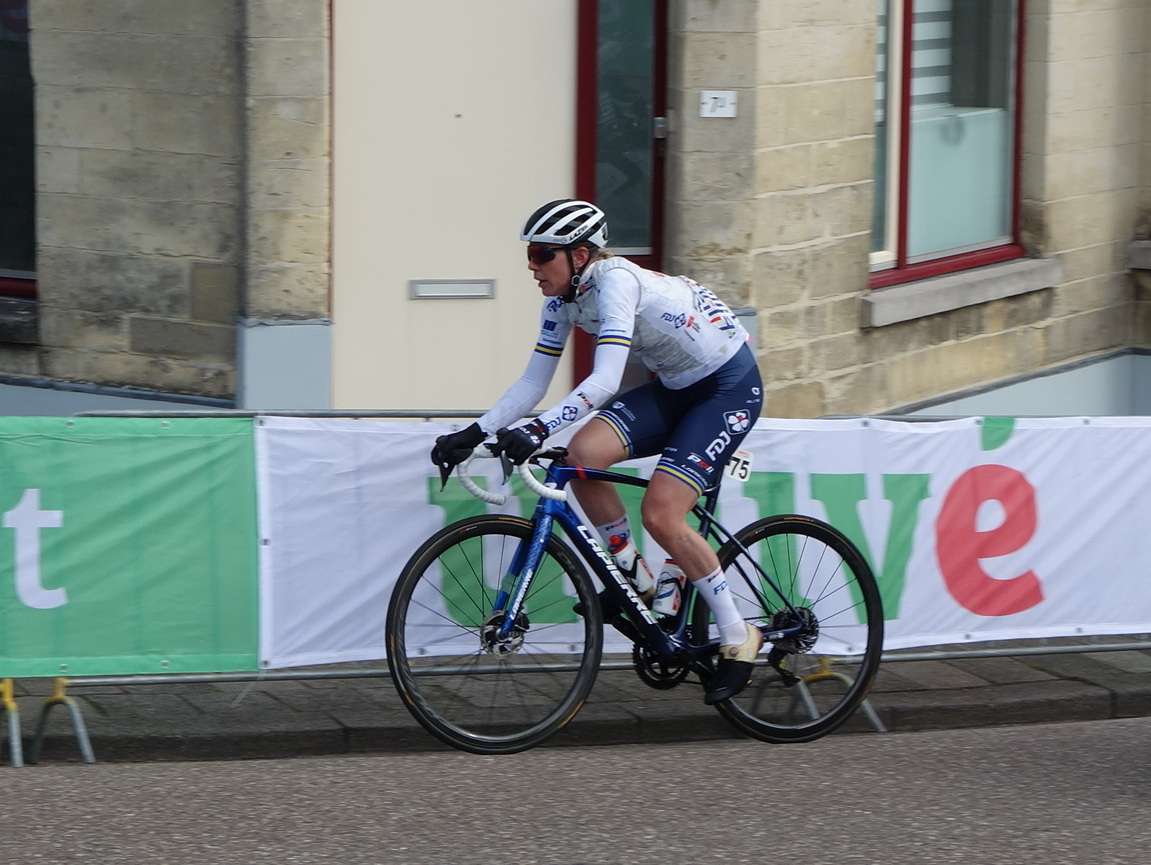
Emilia Fahlin à l'Amstel Gold Race

Au Tour des Flandres, Soraya Paladin part à la poursuite d'Audrey Cordon-Ragot en haut du Kruisberg. Amy Pieters et Cecilie Uttrup Ludwig tentent également de sortir, mais elles sont immédiatement reprises. Dans le vieux Quaremont, Uttrup Ludwig et Marta Cavalli suivent Anna van der Breggen dans son accélération. Elles sont finalement sixième et septième de la course,.
À la Ronde de Mouscron, Maëlle Grossetête est huitième.

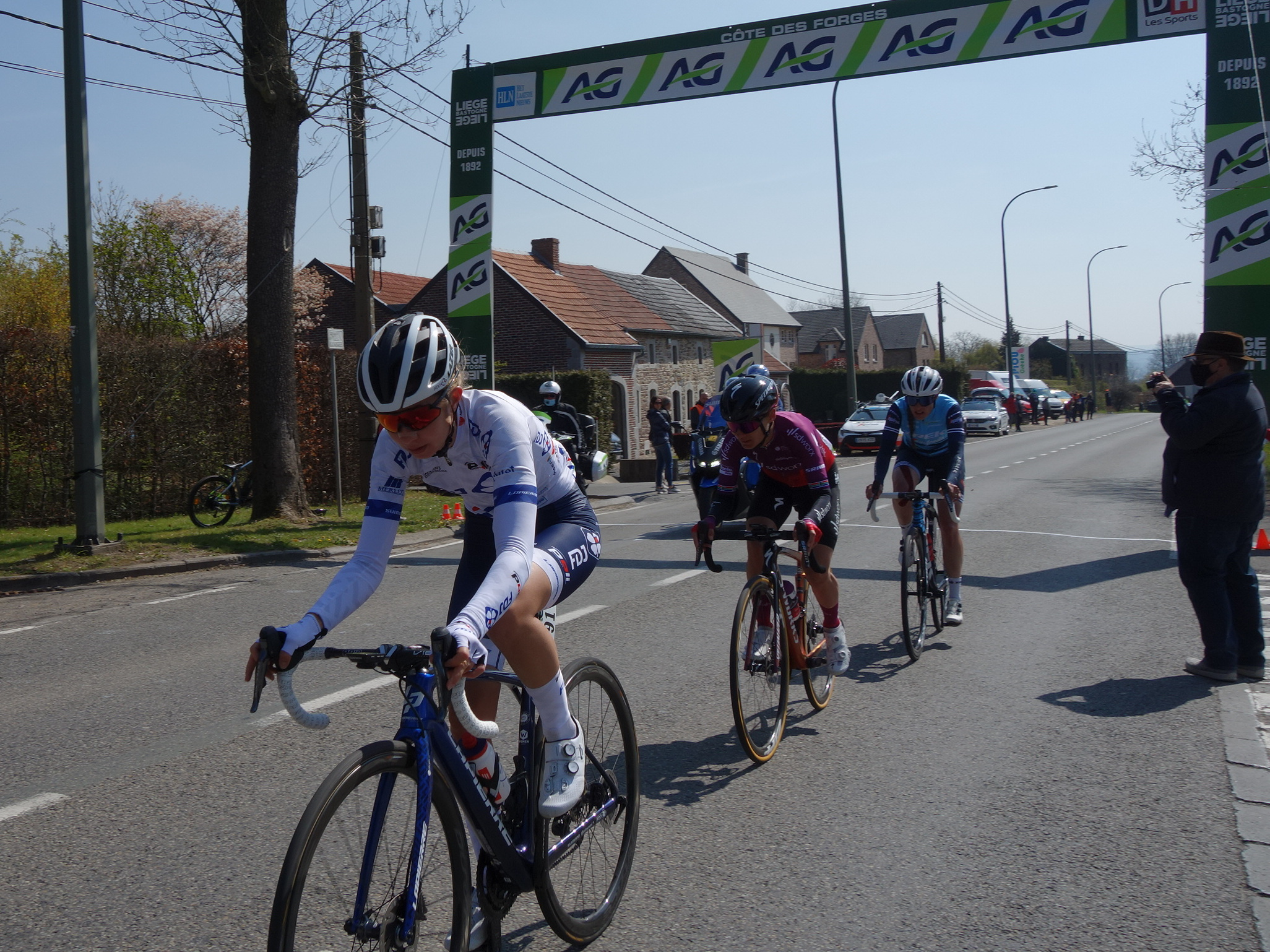
Échappée de tête à Liège-Bastogne-Liège avec Cecilie Uttrup Ludwig

À Liège-Bastogne-Liège, Niamh Fisher-Black attaque après la côte de Wanne. Elle emmène avec elle six autres coureuses dont Brodie Chapman. Le groupe est repris à cinquante kilomètres de l'arrivée dans la côte de Desnié. Dans la côte de la Redoute, Ashleigh Moolman-Pasio accélère. Elle est rejointe par Cecilie Uttrup Ludwig et Lucinda Brand. L'avance du trio oscille autour de la vingtaine de secondes. Elles sont reprises avant la côte de la Roche aux Faucons. SD Worx mène le train, avec tout d'abord Chantal Blaak puis Anna van der Breggen. Dans le faux-plat non référencé qui suit, une accélération d'Annemiek van Vleuten lâche Cecilie Uttrup Ludwig. Elle chasse avec Marianne Vos, mais elles ne peuvent rentrer. Elle se classe huitième.

### Mai
À l'Emakumeen Nafarroako Klasikoa, Marta Cavalli participe à la lutte pour la victoire. Elle se classe cinquième. À la Classique féminine de Navarre, Cecilie Uttrup Ludwig tente de sortir en début de course. Grace Brown attaque, Uttrup Ludwig et Niamh Fisher-Black la rejoignent. La Movistar les reprend à douze kilomètres de l'arrivée dans une ascension. Annemiek van Vleuten contre, Ashleigh Moolman et Elisa Longo Borghini la suivent, tout comme Marta Cavalli plus loin. Elise Chabbey mène le peloton et provoque un regroupement au kilomètre. Dans ce final confus, Marta Cavalli est sixième et Emilia Fahlin septième. Au Gran Premio Ciudad de Eibar, dans la côte d'Alto Udana, au bout de vingt-sept kilomètres, un groupe de dix coureuses dont Clara Copponi sort. Le regroupement général a lieu à huit kilomètres de la ligne. Dans la dernière montée, Évita Muzic prend la neuvième place. À la Durango-Durango Emakumeen Saria, Cecilie Uttrup Ludwig sort seule dans la dernière ascension du jour, la côte de Goiura Gaina. La coureuse Danoise est finalement rejointe puis distancée par la championne d'Europe Annemiek van Vleuten et la championne du monde Anna van der Breggen, à dix kilomètres de l'arrivée. Ces dernières se disputent le sprint final, malgré le retour de Cecilie Uttrup Ludwig dans les derniers hectomètres qui prend la troisième place.
Au Tour de Burgos, sur la troisième étape, Evita Muzic place une accélération avec Sabrina Stultiens. Elles comptent une faible avance durant plusieurs kilomètres. À dix kilomètres de l'arrivée, l'attaque d'Erica Magnaldi provoque un regroupement. La victoire se joue dans la côte finale. Cecilie Uttrup Ludwig s'impose. Dans l'étape reine, Cecilie Uttrup Ludwig fait partie du groupe de tête dans l'ascension finale. Dans le dernier kilomètre, van der Breggen et Annemiek van Vleuten reviennent sur la tête et distancent les autres. Cecilie Uttrup Ludwig est septième. Elle est sixième du classement général.
Au Tour de Thuringe, Emilia Fahlin fait partie de l'échappée de la première étape avec dix autres coureuses. Ce groupe se dispute la victoire. Emilia Fahlin se classe dixième. Elle est cinquième du sprint de la troisième étape. Le lendemain, au kilomètre trente, un groupe avec Clara Copponi se forme. Un regroupement général a néanmoins lieu. Tout se décide dans la dernière ascension de l'Hanka Berg. Emilia Fahlin prend la quatrième place et Marta Cavalli la cinquième. Emilia Fahlin est septième de la cinquième étape, surement l'étape reine,. Emilia Fahlin est troisième du sprint de la dernière étape. Elle est cinquième du classement général.

### Juin

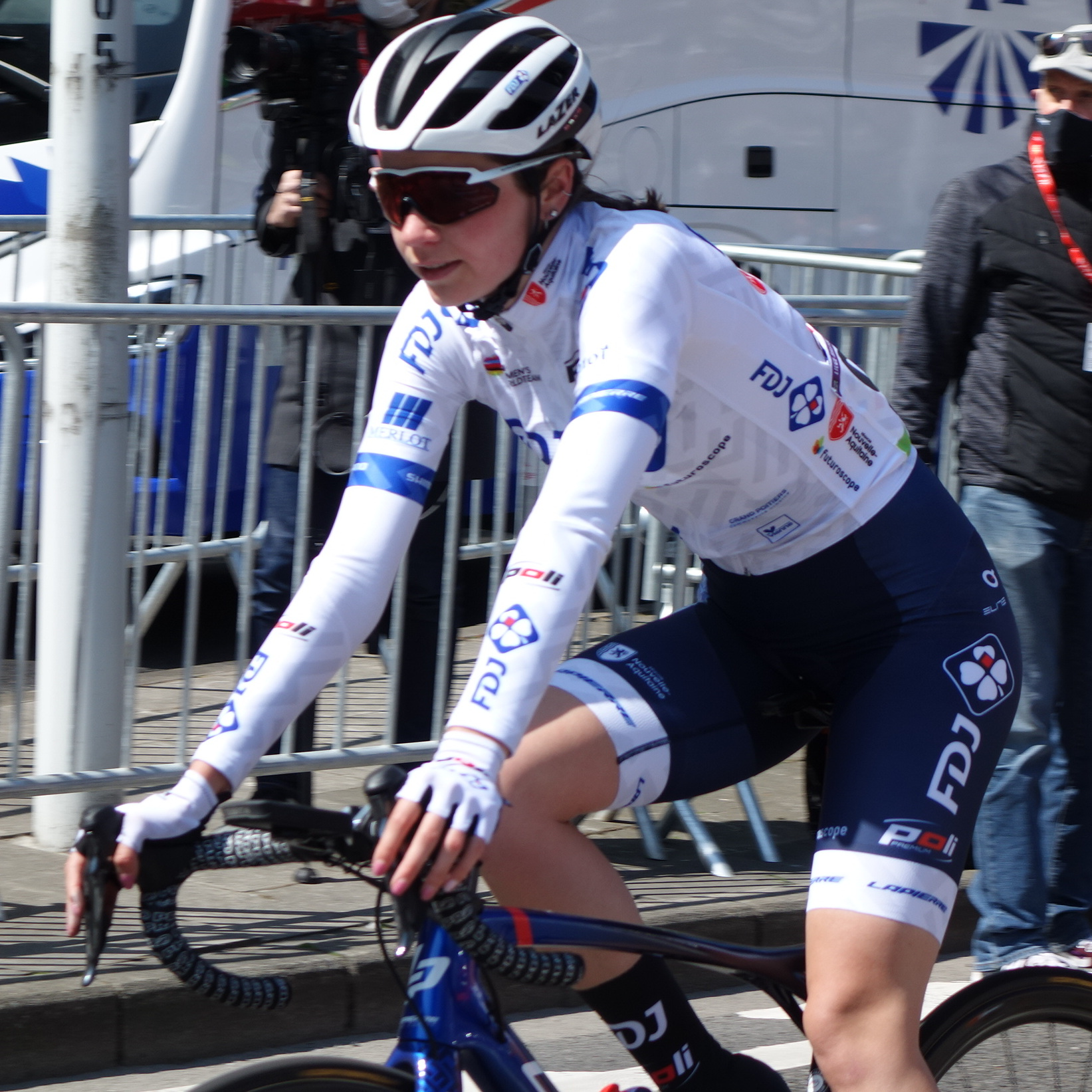
Évita Muzic, ici à Liège-Bastogne-Liège, devient championne de France

Évita Muzic s'impose lors des championnats de France en surprenant ses compagnons d'échappées en lançant le sprint de relativement loin.
À La course by Le Tour de France, à deux tours de l'arrivée, Ruth Winder passe à l'offensive. Un groupe de dix athlètes dont Brodie Chapman se forme. Dans l'ascension suivante, Brodie Chapman est distancée. Cela pousse Cecilie Uttrup Ludwig à attaquer. Elle est accompagnée d'Anna van der Breggen, Marianne Vos, Katarzyna Niewiadoma, Liane Lippert et Soraya Paladin. Un regroupement a lieu. Tout se décide dans l'ascension finale. Dans la dernière montée, Tiffany Cromwell accélère. Katarzyna Niewiadoma enchaîne. Elle est suivie par Uttrup Ludwig, Brown et Van der Breggen. Paladin, Vos, Vollering et Lippert reviennent à deux kilomètres de l'arrivée. Cecilie Uttrup Ludwig attaque, mais Anna van der Breggen la reprend. La victoire se joue donc au sprint. Marianne Vos lance le sprint, mais Demi Vollering et Cecilie Uttrup Ludwig la remontent. Cette dernière est deuxième.

### Juillet

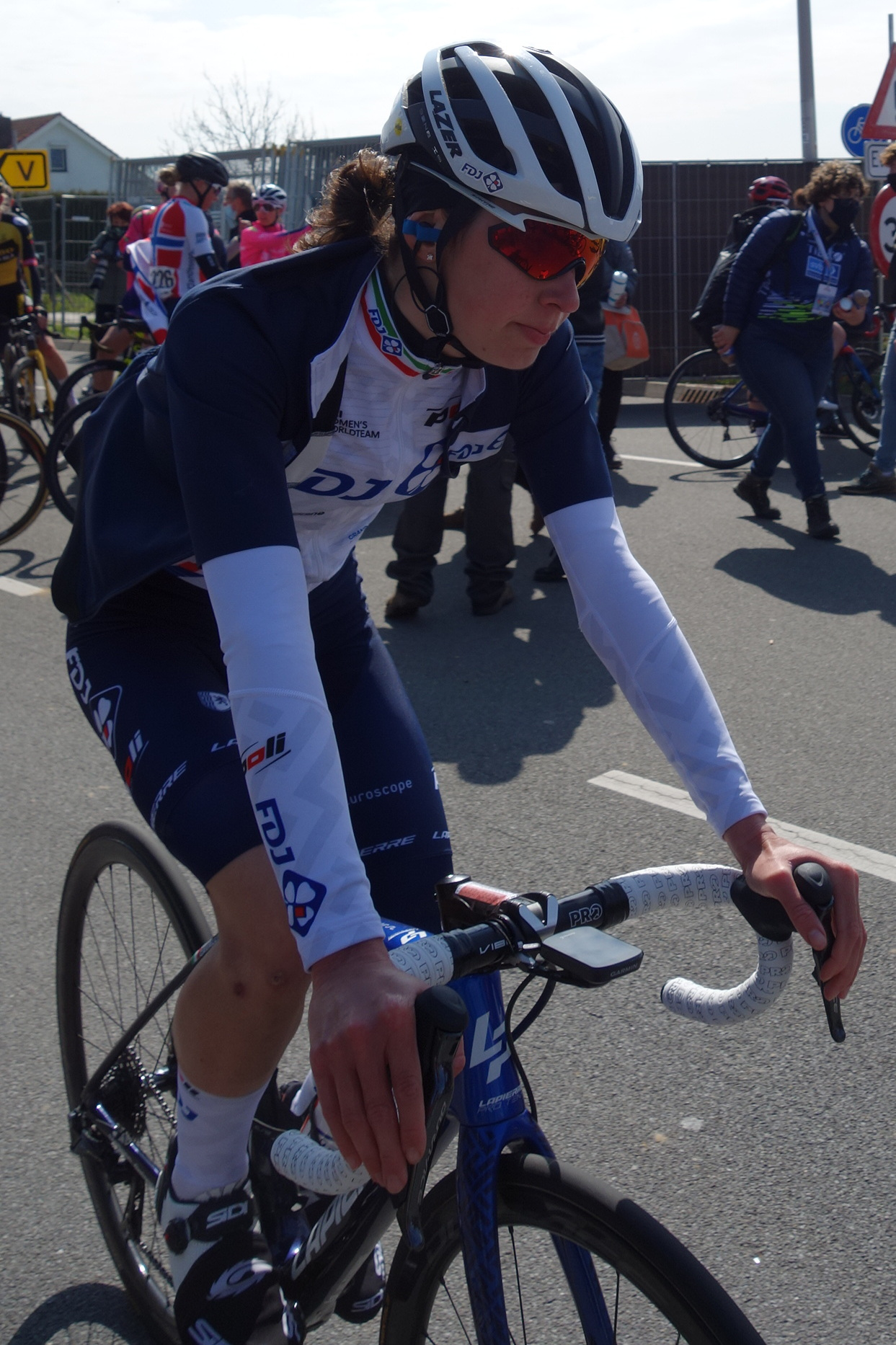
Marta Cavalli, ici à l'Amstel Gold Race, réalise un très bon Tour d'Italie

Au Tour d'Italie, FDJ-Nouvelle Aquitaine-Futuroscope perd plus d'une minute trente sur la formation SD Worx dans le contre-la-montre par équipes. Marta Cavalli est distancée et perd deux minutes supplémentaires. Sur la deuxième étape, dans l'ascension finale, Marta Cavalli est dans le premier groupe de poursuite derrière Anna van der Breggen. Elle termine à la quatrième place de l'étape et première à ne pas faire partie de la SD Worx. Le lendemain, dans la côte de Morsasco, Brodie Chapman s'échappe. Elle est rejointe par cinq autres coureuses, mais le peloton les reprend. Marta Cavalli est cinquième du contre-la-montre en côte. Sur la septième étape, Eugénie Duval fait partie du groupe de poursuite qui tente de revenir sur Lucinda Brand, un regroupement général a néanmoins lieu. Marta Cavalli se classe septième. Dans l'étape reine, elle réitère sa performance de la deuxième étape en étant quatrième et première non SD Worx. Elle est finalement sixième du classement général, payant son contre-la-montre par équipes raté. Évita Muzic est troisième du classement de la meilleure jeune.
À la Classique de Saint-Sébastien, dans Jaizkibel, Évita Muzic, Pauliena Rooijakkers et Ane Santesteban attaquent. Elles sont rejointes plus loin par Audrey Cordon-Ragot, Olivia Baril puis Tatiana Guderzo. Leur avance atteint deux minutes, mais sous l'impulsion de l'équipe Movistar n'est plus que de quarante secondes au pied de la dernière difficulté. Dans celle-ci Annemiek van Vleuten les rejoint puis les dépasse. Évita Muzic est cinquième et Brodie Chapman sixième.

### Août
Au Tour de Norvège, Cecilie Uttrup Ludwig est quatrième de la première étape. Dans l'étape reine, dans la montée vers Norefjell, Cecilie Uttrup Ludwig suit Ashleigh Moolman lors de sa première attaque. Le peloton se reforme ensuite. Ashleigh Moolman attaque une seconde fois, mais est contrée par Van Vleuten dans la section la plus raide. Moolman et Uttrup Ludwig parviennent à suivre dans un premier temps, puis sont distancée après cinq cent mètres. La Danoise est cinquième de l'étape. Elle termine l'épreuve à la même place au classement général.
Au Simac Ladies Tour, Cecilie Uttrup Ludwig se classe troisième du prologue. Le lendemain, Alison Jackson attaque à cent-sept kilomètres de l'arrivée. Elle est rejointe huit kilomètres plus loin par Maëlle Grossetête et Nina Buysman. Leur avance atteint deux minutes à soixante-huit kilomètres de la fin. Buysman perd le contact sur ses compagnons d'échappée aux dix kilomètres. Le duo de tête se dispute la victoire au sprint, Grossetête est deuxième.
Au Grand Prix de Plouay, à soixante-dix kilomètres de l'arrivée, Jade Wiel et Alena Amialiusik attaquent. Elles obtiennent près de trois minutes d'avance. À cinquante kilomètres de l'arrivée, un groupe de poursuite avec Evita Muzic se forme. À quarante-trois kilomètres de l'arrivée, Amialusik décide de poursuivre seule. Marta Cavalli tente une sortie dans le final, mais on ne la laisse pas partir. Évita Muzic prend la cinquième place.

### Septembre

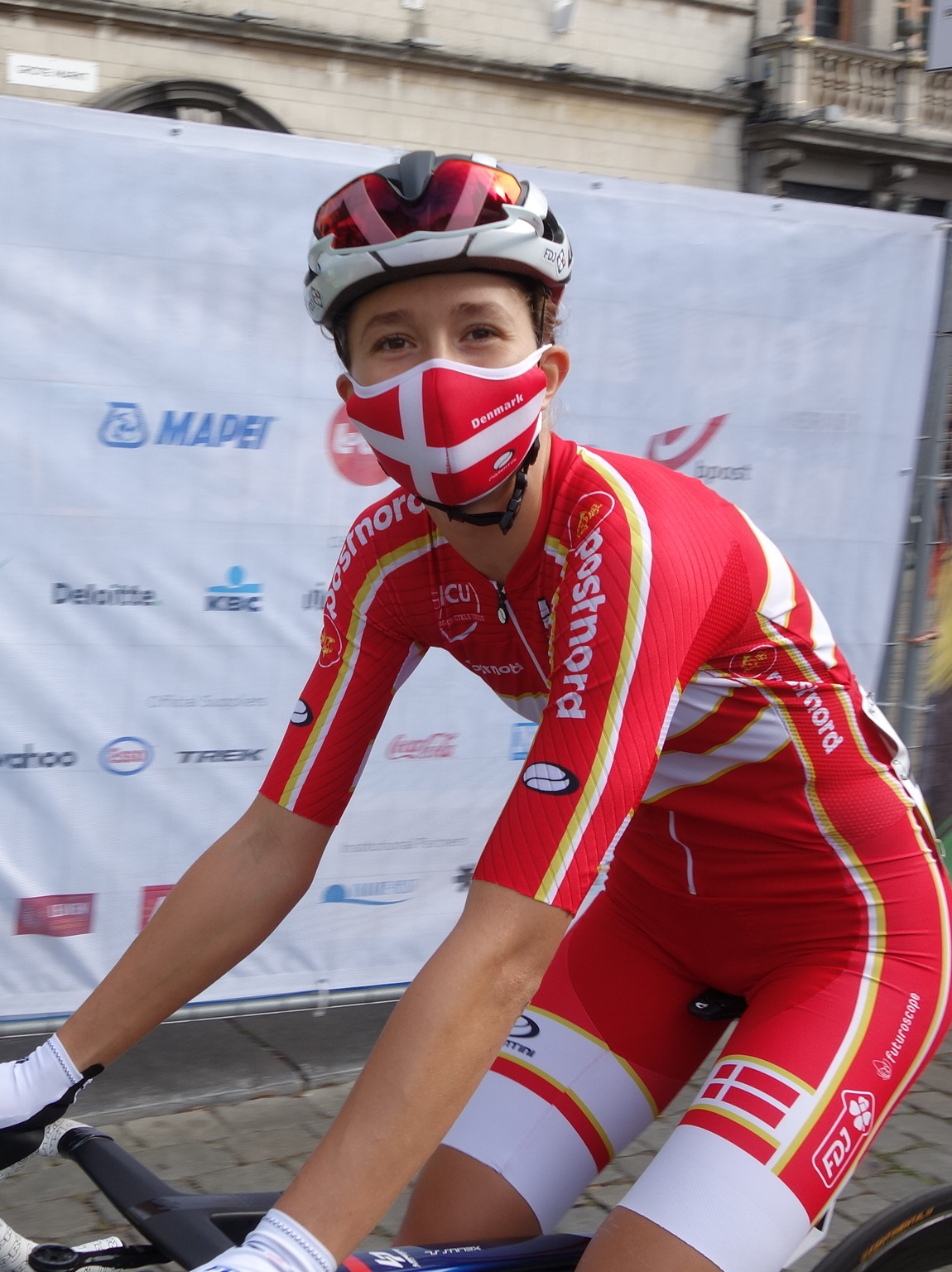
Cecilie Uttrup Ludwig au départ des championnats du monde

Lors du Ceratizit Challenge by La Vuelta, Marta Cavalli réalise le troisième temps du contre-la-montre de la deuxième étape. Sur la troisième étape, Annemiek van Vleuten attaque à soixante kilomètres de l'arrivée avec trois autres coureuses. Marta Cavalli fait partie du groupe de poursuite. Elle est huitième. Elle est finalement quatrième du classement général.
Aux championnats d'Europe sur route, Marta Cavalli fait partie du groupe de poursuite qui part à vingt-trois kilomètres du but derrière Ellen van Dijk. Elle prend la sixième place.
Sur la course en ligne des championnats du monde, Cecilie Uttrup Ludwig sort à environ quarante kilomètres de l'arrivée, mais est rapidement reprise. Dans le sprint final, Cecilie Uttrup Ludwig est huitième.

### Octobre
À Paris-Roubaix, Marta Cavalli suit les favorites et se classe neuvième.
Au Women's Tour, Clara Copponi est troisième du sprint de la première étape. Sur la deuxième étape, un groupe de huit coureuses dont Maëlle Grossetête se forme au cinquième tour. Il prend vingt-cinq secondes d'avance, mais est repris avant la montée de Barr Beacon.  Dans la dernière montée de Barr Beacon, dix coureuses partent dont Clara Copponi. Au sprint, elle est devancée par Amy Pieters. Clara Copponi est cinquième de la cinquième étape puis sixième de la sixième. Elle conclut l'épreuve à la troisième place du classement général.
Aux championnats du monde sur piste, Clara Copponi et Marie Le Net obtiennent la médaille d'argent en course à l'américaine.

## Victoires

### Sur route
| Victoires | Victoires                       | Victoires | Victoires | Victoires             | Victoires |
| Date      | Course                          | Pays      | Classe    | Vainqueur             |           |
| --------- | ------------------------------- | --------- | --------- | --------------------- | --------- |
| 22 mai    | 3e étape du Tour de Burgos      | Espagne   | 2.WWT     | Cecilie Uttrup Ludwig |           |
| 19 juin   | Championnat de France sur route | France    | CN        | Évita Muzic           |           |

### Résultats sur les courses majeures

#### World Tour
| Date          | #  | Course                                   | Pays        | Meilleure classée     | Classement |
| ------------- | -- | ---------------------------------------- | ----------- | --------------------- | ---------- |
| 6 mars        | 1  | Strade Bianche                           | Italie      | Cecilie Uttrup Ludwig | 5e         |
| 21 mars       | 2  | Trofeo Alfredo Binda-Comune di Cittiglio | Italie      | Cecilie Uttrup Ludwig | 3e         |
| 25 mars       | 3  | Trois Jours de La Panne                  | Belgique    | Stine Borgli          | 16e        |
| 28 mars       | 4  | Gand-Wevelgem                            | Belgique    | Emilia Fahlin         | 6e         |
| 4 avril       | 5  | Tour des Flandres                        | Belgique    | Marta Cavalli         | 6e         |
| 18 avril      | 6  | Amstel Gold Race                         | Pays-Bas    | Cecilie Uttrup Ludwig | 7e         |
| 21 avril      | 7  | Flèche wallonne                          | Belgique    | Cecilie Uttrup Ludwig | 8e         |
| 25 avril      | 8  | Liège-Bastogne-Liège                     | Belgique    | Cecilie Uttrup Ludwig | 8e         |
| 20-23 mai     | 9  | Tour de Burgos                           | Espagne     | Cecilie Uttrup Ludwig | 6e         |
| 26 juin       | 10 | La course by Le Tour de France           | France      | Cecilie Uttrup Ludwig | 2e         |
| 31 juillet    | 11 | Classique de Saint-Sébastien             | Espagne     | Évita Muzic           | 5e         |
| 12-15 août    | 12 | Tour de Norvège                          | Norvège     | Cecilie Uttrup Ludwig | 5e         |
| 24-29 août    | 13 | Simac Ladies Tour                        | Pays-Bas    | Eugénie Duval         | 24e        |
| 30 août       | 14 | Grand Prix de Plouay                     | France      | Évita Muzic           | 5e         |
| 2-5 septembre | 15 | Ceratizit Challenge by La Vuelta         | Espagne     | Marta Cavalli         | 4e         |
| 2 octobre     | 16 | Paris-Roubaix                            | France      | Marta Cavalli         | 9e         |
| 4-9 octobre   | 17 | The Women's Tour                         | Royaume-Uni | Clara Copponi         | 2e         |
| 23 octobre    | 18 | Tour de Drenthe                          | Pays-Bas    | -                     | -          |

Cecilie Uttrup Ludwig est cinquième du classement individuel, Marta Cavalli est dix-huitième. FDJ-Nouvelle Aquitaine-Futuroscope est quatrième du classement par équipes.

#### Grand tour
| Grand tour            | Tour d'Italie      |
| --------------------- | ------------------ |
| Coureuse (classement) | Marta Cavalli (6e) |
| Accessits             | -                  |

## Classement mondial
| Classement UCI | Classement UCI        | Classement UCI | Classement UCI |
| Coureuse       | Coureuse              | Pays           | Points         |
| -------------- | --------------------- | -------------- | -------------- |
| 9e             | Cecilie Uttrup Ludwig | Danemark       | 2140 pts       |
| 18e            | Marta Cavalli         | Italie         | 1433 pts       |
| 36e            | Évita Muzic           | France         | 727 pts        |
| 54e            | Emilia Fahlin         | Suède          | 491 pts        |
| 64e            | Clara Copponi         | France         | 422 pts        |
| 114e           | Brodie Chapman        | Australie      | 196 pts        |
| 128e           | Eugénie Duval         | France         | 169 pts        |
| 146e           | Marie Le Net          | France         | 152 pts        |
| 202e           | Victorie Guilman      | France         | 98 pts         |
| 230e           | Maëlle Grossetête     | France         | 83 pts         |
| 328e           | Stine Borgli          | Norvège        | 60 pts         |
| 425e           | Jade Wiel             | France         | 44 pts         |

FDJ-Nouvelle Aquitaine-Futuroscope est huitième du classement par équipes.